# Stoughton (Massachusetts)
Stoughton – miasto w Stanach Zjednoczonych, w stanie Massachusetts, w hrabstwie Norfolk.